# سیارک ۵۷۷۷
سیارک ۵۷۷۷ (به انگلیسی: 5777 Hanaki، نامگذاری:1989XF) پنج هزار و هفتصد و هفتاد و هفتمین سیارک کشف شده‌است که در ۳ دسامبر ۱۹۸۹ کشف شد.
قدر مطلق سیارک برابر ۱۳٫۰۰ است.